# 4Kids TV
4Kids TV (ofta kallad "4K!DS TV") är en före detta Internet-baserad video on demand-barnkanal och ett tidigare lördagsmorgons-programblock från Fox Broadcasting Company. Det ingick tidigare i Fox Network. Kanalen skapades efter ett fyraårsavtal som skrevs på i januari 2002 mellan 4Kids Entertainment och Fox om lördagsmorgonsprogrammen.